# Přírodní park Drei Zinnen
Přírodní park Drei Zinnen (italsky Parco Naturale Tre Cime) je regionální park v jihotyrolských Dolomitech (Itálie). Byl založen v roce 1981 a rozkládá se na ploše 11 891 ha na území obcí San Candido, Sexten a Toblach.

## Rozsah a stanoviště
Přírodní park Drei Zinnen se nachází ve východní části Dolomit, v jihotyrolské části Sextenských Dolomit. Na severu hraničí s údolím Pustertal, na východě s údolím Sextental a na západě s údolím Höhlensteintal, kde přímo sousedí s přírodním parkem Fanes-Sennes-Prags. Na jihu končí na hranici s provincií Belluno. Z údolí Sextental odbočují údolí Innerfeldtal a Fischleintal, která vedou hluboko do přírodního parku. Některá z četných pohoří v parku jsou přiřazena k jednotlivým horským skupinám, včetně stejnojmenných Tre Cime na jihu, skupiny Haunoldgruppe na severu a Sextenské sluneční hodiny na jihovýchodě. Nejvyšším vrcholem oblasti je Dreischusterspitze (3145 m). V blízkosti Tre Cime pramení řeka Rienz a největší stojatou vodní plochou v přírodním parku je jezero Dürrensee.
Většina přírodního parku leží ve vysokých horách, asi dvě třetiny jeho rozlohy tvoří dolomitové skály a suťové kužely, kde mají své stanoviště pouze pionýrské rostliny. Charakteristická jsou různá společenstva alpínských travin (ostřice pevná, různé druhy pěchav) a v nižších polohách jehličnaté lesy (modříny, smrky, borovice) a modřínové louky.

## Galerie

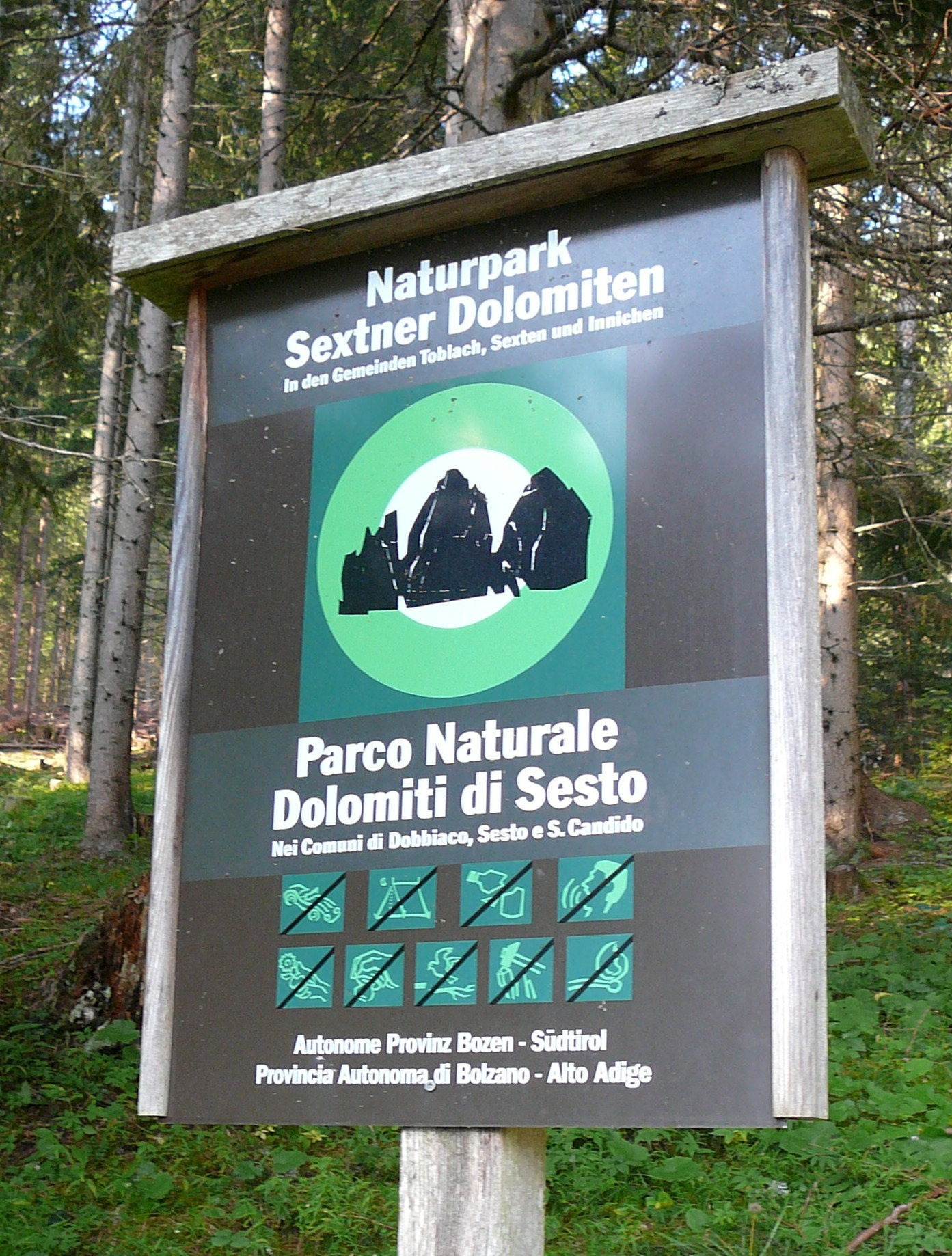
Informační tabule přírodního parku Drei Zinnen
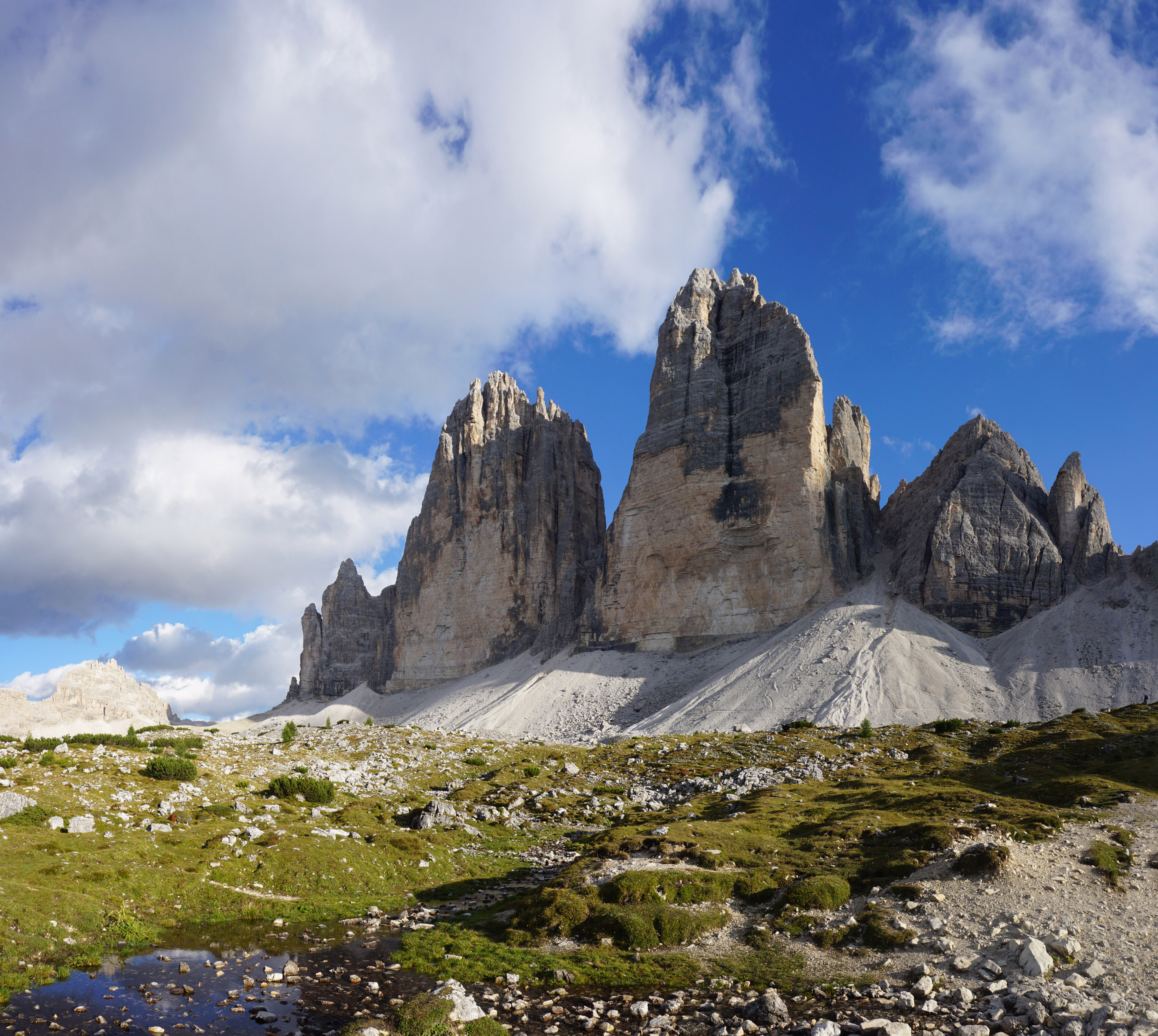
Drei Zinnen
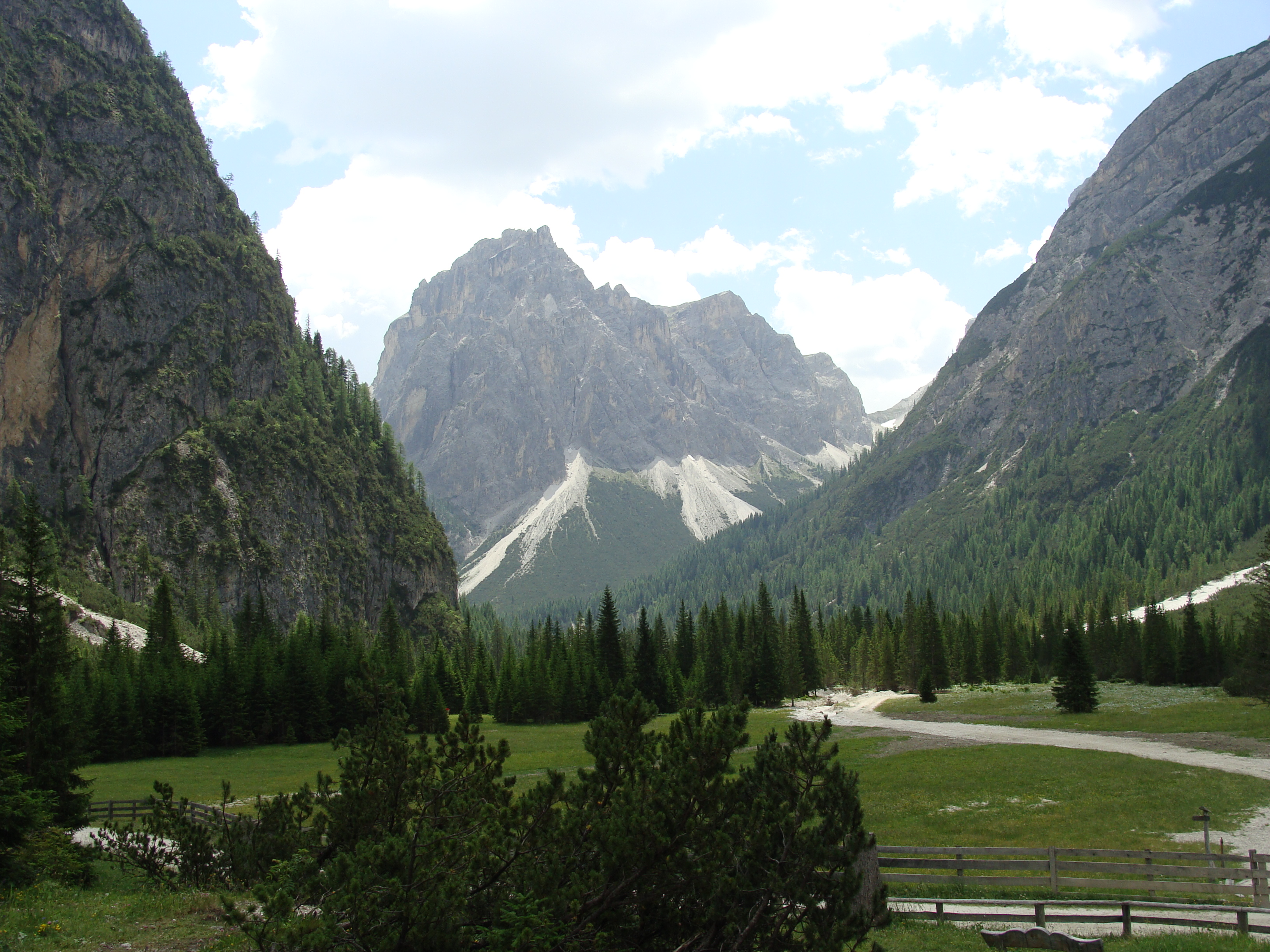
Innerfeldtal
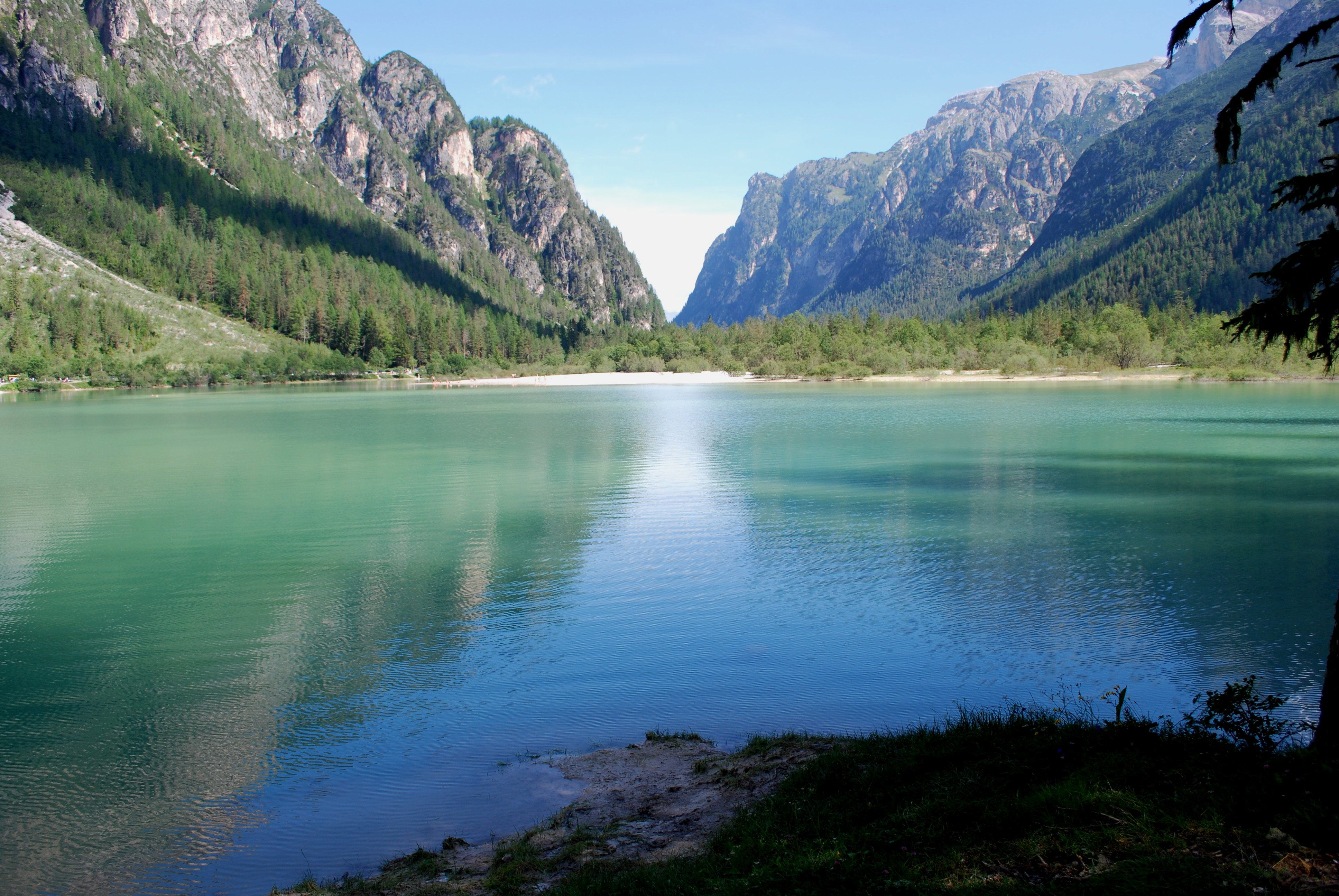
Dürrensee
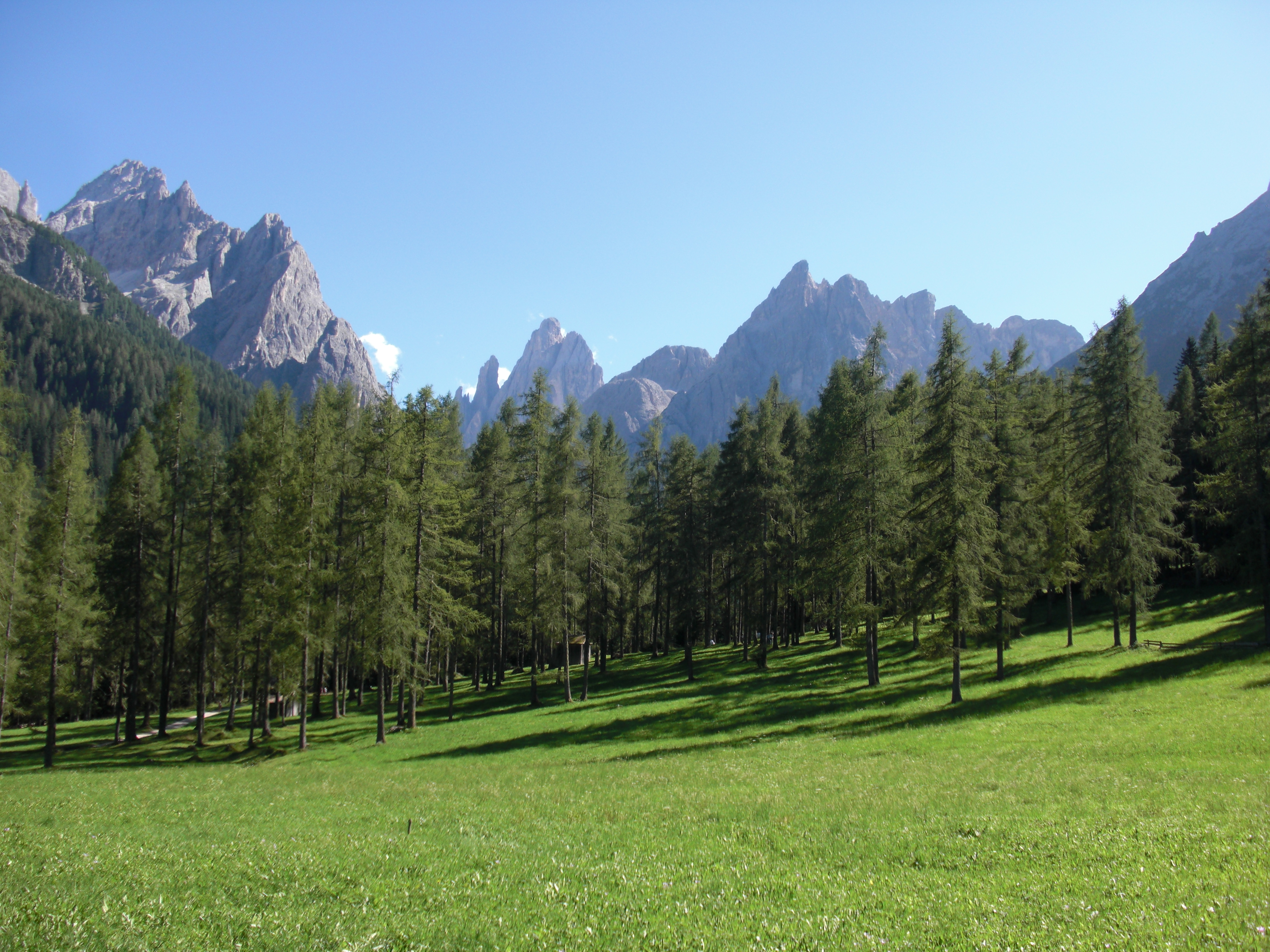
Fischleintal

## Historie
Přírodní park byl založen v roce 1981 jako Naturpark Sextner Dolomiten. V roce 2009 byl uznán organizací UNESCO jako součást "Severních Dolomit" v rámci "Světového dědictví Dolomity". V roce 2010 byl přejmenován na Naturpark Drei Zinnen. Dům přírodního parku Drei Zinnen se nachází v kulturním centru Grand Hotelu v Toblachu a poskytuje informace o geologii, přírodní a kulturní krajině přírodního parku i o historii horské války v Dolomitech. 